# Raul Kivilo
Raul Kivilo, född 4 oktober 1970, är en estländsk bågskytt. Han deltog vid olympiska sommarspelen 1992 och olympiska sommarspelen 1996.